# 石河子花园机场
石河子花园机场（简称石河子机场）是中国新疆维吾尔自治区石河子市的民用机场，位于兵团143团，距离市区15公里，飞行区等级为4C，定位为国内支线机场兼顾通用航空使用。

## 机场概况
石河子花园机场位于石河子市西南方向，距离市区15公里。机场拥有一座航站楼，一条4C级跑道，以及旅客、货物处理设施。
机场有一座塔台。机场有一条4C级跑道，长宽分别为2400×45米。平行滑行道长1000米，宽10.5米；联络滑行道六条，可满足B737-700/800、A319、A320、EMB-145等机型起降。航站楼建筑面积3000平方米，民航客机停机坪机位3个，通用飞机停机坪机位40个，航管楼面积700平方米，维修机库面积3800平方米，大修用房面积1000平方米，航材库面积1500平方米。

## 历史
石河子机场于2010年10月获国务院、中央军委批准正式立项，2012年4月获国家发改委批准建设，总投资5.15亿元，本期工程按满足2020年旅客吞吐量18万人次，货邮吞吐量270吨的目标设计。工程于2012年5月29日奠基，2015年10月30日试飞成功，2016年3月22日开始试运营。
2016年机场开始对民航停机坪和跑道进行扩建，预计增加6个民航停机坪延长跑道600米。

## 交通
石河子市区有一条公交线路通往机场，是公交市郊线17路。

## 航空公司及航点
| 航空公司     | 目的地                               |
| ------------ | ------------------------------------ |
| 华夏航空     | 库尔勒、阿克蘇-圖木舒克、阿克蘇-和田 |
| 中国国际航空 | 哈密-北京/首都、成都/雙流            |
| 中国南方航空 | 沈阳                                 |
| 乌鲁木齐航空 | 鄭州                                 |
| 四川航空     | 杭州                                 |